# Capodimonte (comune)
Capodimonte è un comune italiano di 1 638 abitanti della provincia di Viterbo nel Lazio.

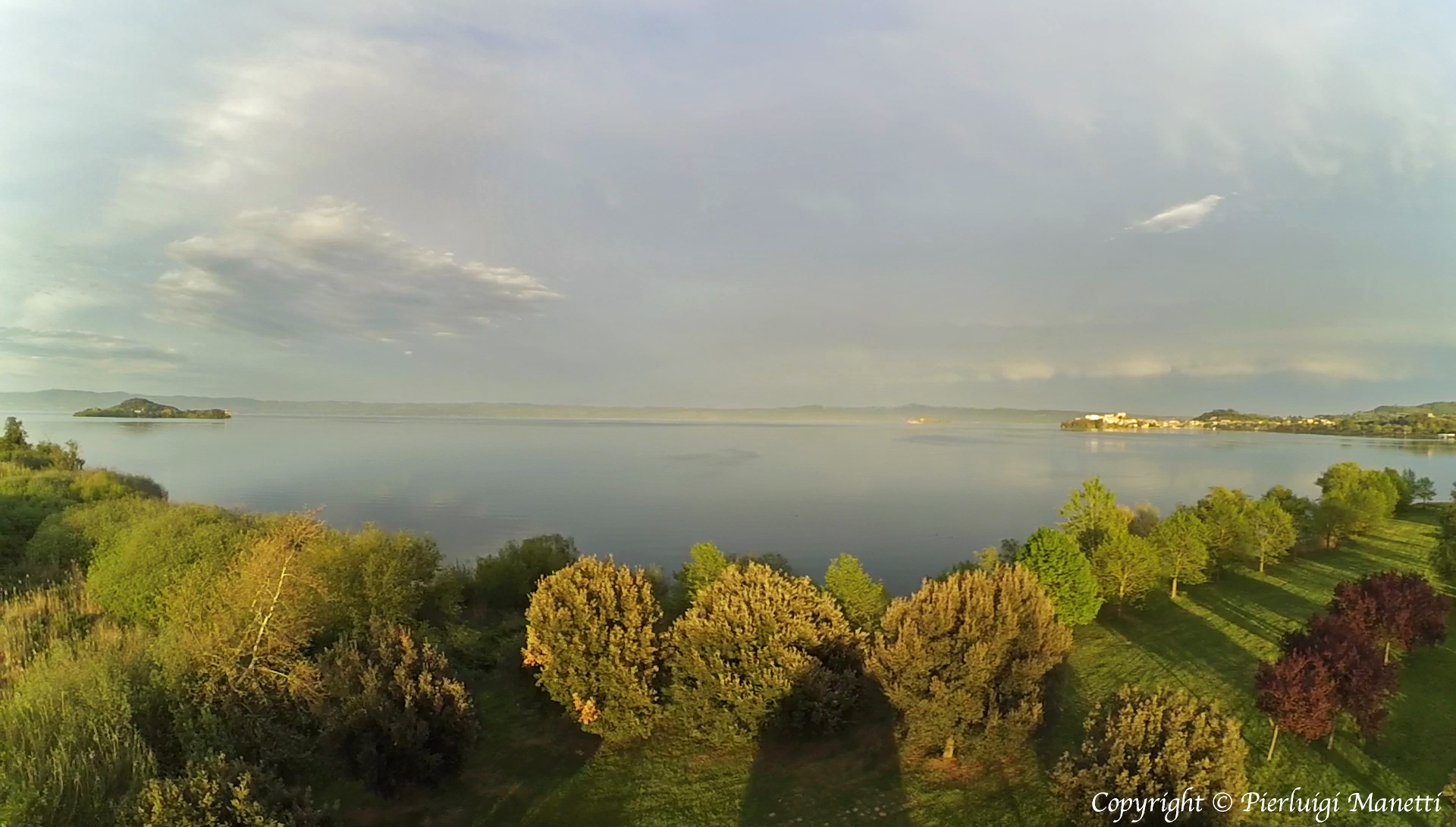
Isola Bisentina (a sinistra) e Capodimonte (a destra)

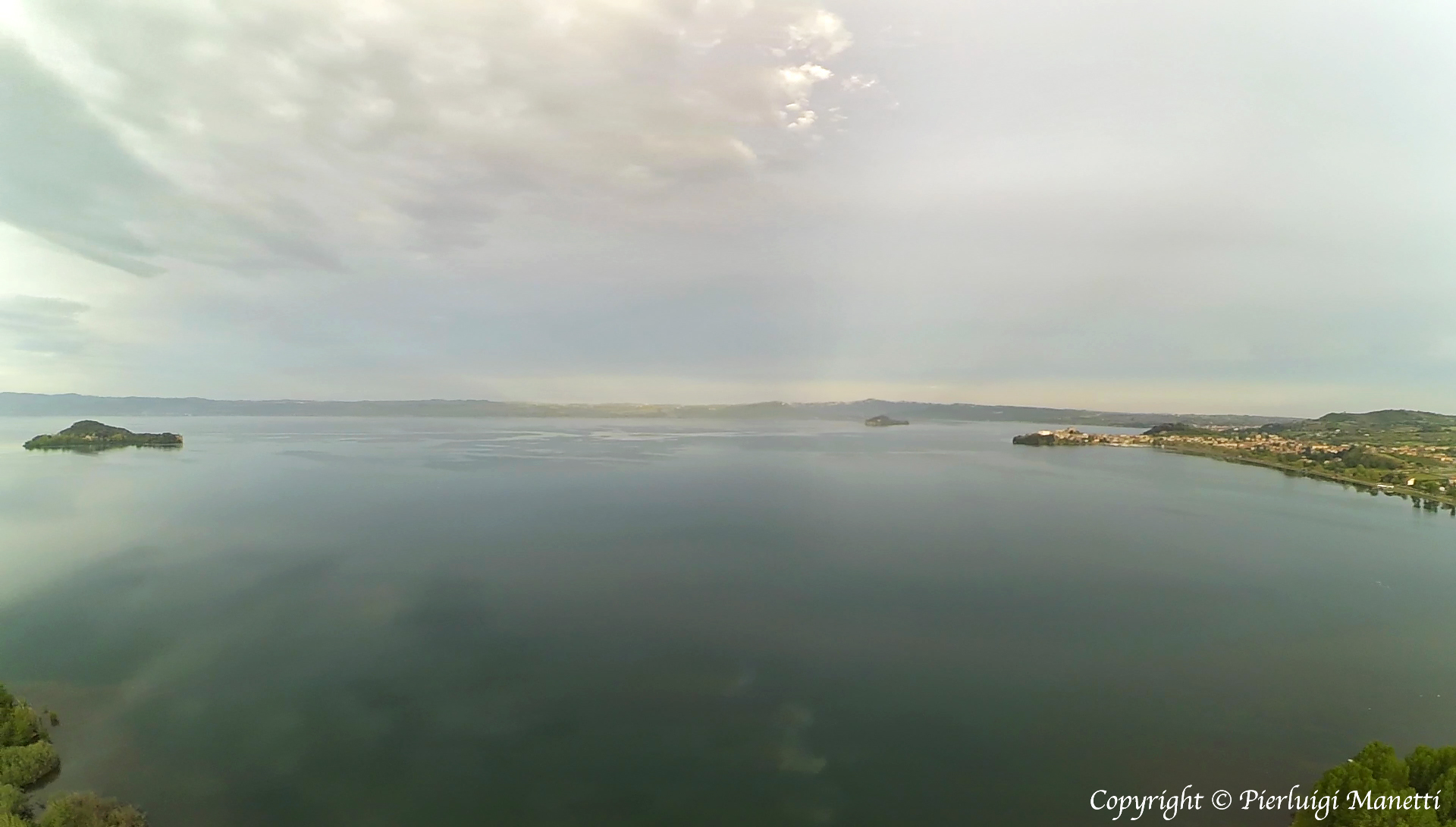
Isola Bisentina (a sinistra), isola Martana (sullo sfondo), Capodimonte (a destra) e Lago di Bolsena

## Geografia fisica

### Territorio
Il paese è situato su un promontorio del lago di Bolsena, formatosi oltre 300 000 anni fa in seguito al collasso calderico di alcuni vulcani appartenenti alla catena dei monti Volsini, e occupato fin dall'età del bronzo. Il paese è dominato dalla Rocca Farnese.
Una lunga spiaggia di sabbia vulcanica, affiancata da giardinetti all'italiana costituisce uno dei punti più caratteristici di Capodimonte.
Nel territorio di Capodimonte rientrano il grande centro protostorico ed etrusco di Bisenzo nonché l'isola Bisentina.

### Clima
- Classificazione climatica: zona D, 2014 GR/G

È presente una stazione meteorologica, grazie alla quale è possibile monitorare il tempo del piccolo borgo.

## Storia
Nel 2011 lungo il tratto di costa lacustre compreso tra il promontorio di Capodimonte e del Pajeto, sono stati ritrovati una quarantina di reperti archeologici, resti ceramici e di animali, risalenti all'Età del Bronzo. Lo studio di questi reperti, e la loro comparazione con reperti simili ritrovati in altre località sulle sponde del lago, hanno consentito agli studiosi di identificare la presenza di un abitato nell'epoca del Bronzo Tardo sul promontorio di Capodimonte. 
Sempre all'età del Bronzo risale il centro abitato di Bisenzio. Bisenzio, che sorge sull'omonimo promontorio a picco sul lago a pochi chilometri a nord di Capodimonte, fu poi un importante centro etrusco e romano come testimoniano i numerosi resti archeologici rinvenuti e in buona parte conservati presso il Museo Nazionale di Villa Giulia a Roma. Bisenzio diventò quindi municipium romano con il nome di Visentum, Sede vescovile fu distrutta dai longobardi nel VII secolo.
Parte dei superstiti delle città di Bisenzio e di Cornassa trovarono quindi rifugio sul più riparato promontorio di Capodimonte dando vita all'abitato attuale. Il primo documento in cui viene citato come Capo di Monte risale al 1102.
Il paese fu a lungo dipendente dai Conti di Bisenzio, successivamente passò sotto l'orbita di Orvieto e infine fu assegnato nel 1385 alla famiglia Farnese. I Farnese edificarono la rocca che ancora oggi domina l'abitato.
Nel 1649 con la caduta del Ducato di Castro entrò nello Stato Pontificio.
Nel 1807 papa Pio VII sancì la definitiva unione a Capodimonte del castello di Bisenzio e dell'Isola Bisentina.
Nel 1870 entrò nel Regno d'Italia.

### Simboli
Lo stemma e il gonfalone sono stati concessi con decreto del presidente della Repubblica n. 982 del 20 marzo 1980.
Lo stemma è d'azzurro, ad un monte all'italiana di tre cime di verde, fondato in punta, sostenente con la vetta centrale una testa di donna, incoronata d'alloro, al naturale; con ornamenti esteriori da Comune.
Il gonfalone è un drappo partito di azzurro e di verde.

## Monumenti e luoghi d'interesse

### Architetture civili
- Rocca Farnese di Capodimonte.

La Rocca Farnese sorge nel cuore della Tuscia che, tra splendidi paesaggi inalterati, conserva le memorie più importanti degli Etruschi e le residenze e i giardini rinascimentali di Caprarola, Vasanello, Vignanello, Bomarzo, Villa Lante e Capodimonte sul Lago di Bolsena.
Con la sua mole cinquecentesca, costruita intorno alla torre medioevale, caratterizza l'intero centro storico.
È incompiuto da secoli, con un aspetto a metà tra una rocca e un palazzo.
Nella Rocca morì nel 1618 Petrus Gonsalvus, storicamente famoso all'epoca per via della sua ipertricosi.

### Architetture religiose
- Chiesa di Santa Maria Assunta in Cielo (piazza della Rocca), chiesa parrocchiale
- Chiesa di San Carlo
- Chiesa di San Rocco
- Chiesa della Madonna del Soccorso (cimitero)
- Chiesa dei Santi Giacomo e Cristoforo (Isola Bisentina)
- Chiesa di Sant'Agapito (Monte Bisenzio)

## Società

### Evoluzione demografica
Abitanti censiti

### Tradizioni e folclore
- Il patrono è San Sebastiano, festeggiato il 20 gennaio; poiché il Santo è venerato come patrono dei vigili urbani, nella giornata del 20 gennaio si ritrova nel paese un nutrito gruppo di poliziotti municipali, per il momento della deposizione della corona ai caduti e per partecipare alla giornata di studi interprovinciale delle polizie locali che nel 2010 ha raggiunto la sua XIV edizione. Il compatrono è San Filippo Neri, festeggiato il 26 maggio. Il protettore del paese è San Rocco, la cui festa ricade il 16 agosto, festeggiato con fuochi d'artificio sul lago nella tarda sera della vigilia.
- Festa di Sant'Antonio Abate 17 gennaio che secondo la tradizione prevede la benedizione degli animali. Accensione del falò di Sant'Antonio e distribuzione della bruschetta condita con l'olio locale della recente spremitura.
- Festa della Madonna delle Grazie, si festeggia la seconda domenica dopo Pasqua. L'icona della Madonna delle Grazie, un antico ritratto della scuola di Sebastiano Conca molto venerato dai Capodimontani, viene solennemente esposta, in una commovente celebrazione alla quale partecipano centinaia di fedeli, dal secondo sabato dopo Pasqua alle ore 15, per la seguente settimana nella chiesa collegiata di S. Maria Assunta per poi essere portata in processione lungo le vie del paese adornate da una colorata infiorata la terza domenica dopo Pasqua.
- Processione del Corpus Domini con infiorata (la domenica successiva alla festività religiosa)

## Cultura

### Cucina
- Piatto tipico di Capodimonte è il coregone, un pesce di lago. Nei primi di agosto sul lungolago vengono allestiti stand per la distribuzione di piatti a base di coregone.

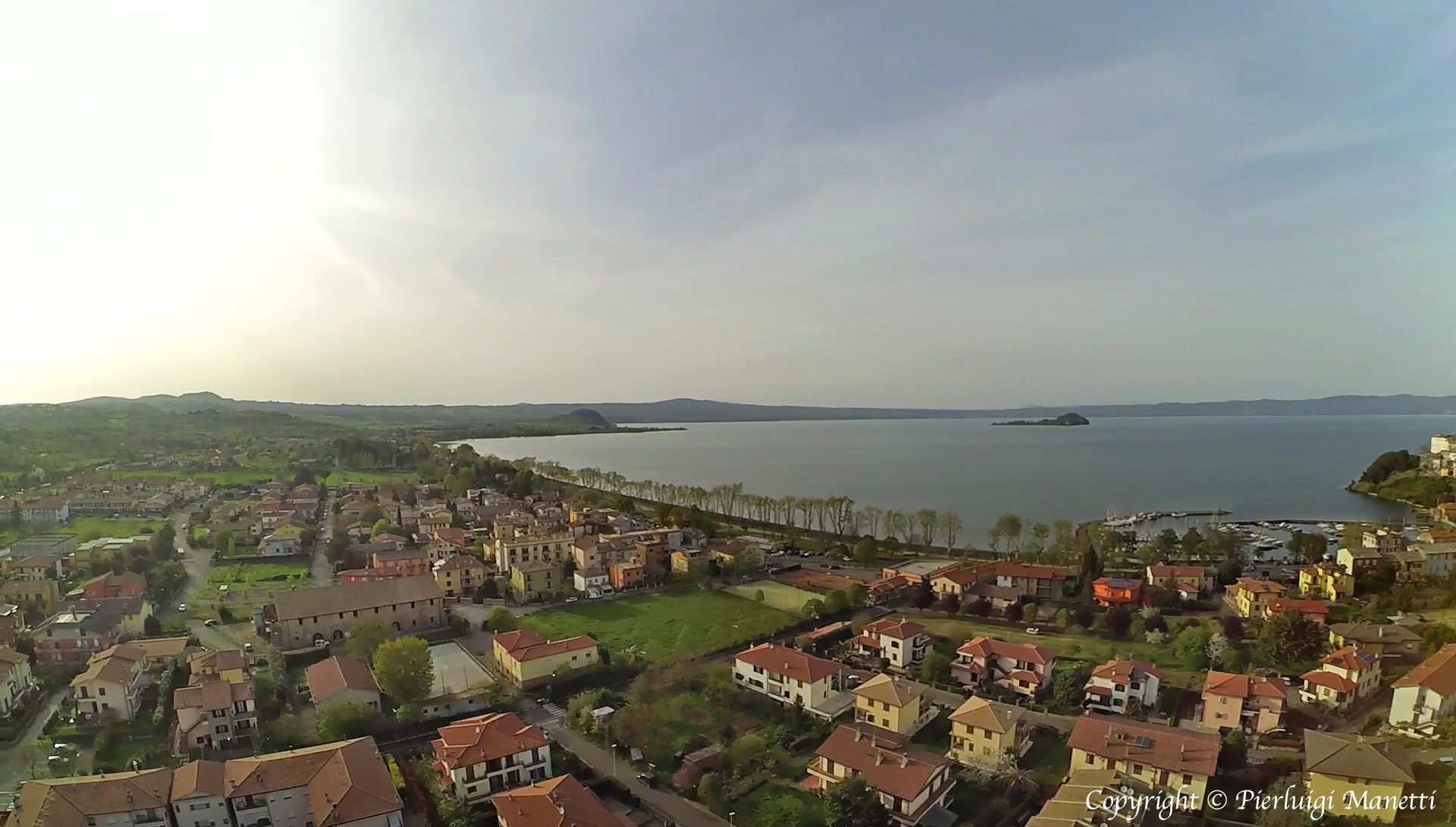
Capodimonte (VT) - Il paese nuovo visto dal Drone

## Economia
Di seguito la tabella storica elaborata dall'Istat a tema Unità locali, intesa come numero di imprese attive, ed addetti, intesi come numero addetti delle unità locali delle imprese attive (valori medi annui).
|             | 2015                  |                              |                            |                |                       |                     | 2014                  |                | 2013                  |                |
| ----------- | --------------------- | ---------------------------- | -------------------------- | -------------- | --------------------- | ------------------- | --------------------- | -------------- | --------------------- | -------------- |
|             | Numero imprese attive | % Provinciale Imprese attive | % Regionale Imprese attive | Numero addetti | % Provinciale Addetti | % Regionale Addetti | Numero imprese attive | Numero addetti | Numero imprese attive | Numero addetti |
| Capodimonte | 132                   | 0,56%                        | 0,03%                      | 246            | 0,41%                 | 0,02%               | 135                   | 264            | 138                   | 286            |
| Viterbo     | 23 371                |                              | 5,13%                      | 59 399         |                       | 3,86%               | 23 658                | 59 741         | 24 131                | 61 493         |
| Lazio       | 455 591               |                              |                            | 1 539 359      |                       |                     | 457 686               | 1 510 459      | 464 094               | 1 525 471      |

Nel 2015 le 132 imprese operanti nel territorio comunale, che rappresentavano lo 0,56% del totale provinciale (23 371 imprese attive), hanno occupato 246 addetti, lo 0,41% del dato provinciale (59 399 addetti); in media, ogni impresa nel 2015 ha occupato una persona (1,86).

## Infrastrutture e trasporti

### Strade
Capodimonte è collegata tramite la Strada Provinciale 8 Verentana, a Montefiascone e Marta, e tramite la strada provinciale 115 Poggio Marano a Piansano.

## Amministrazione
Nel 1927, a seguito del riordino delle circoscrizioni provinciali stabilito dal regio decreto n. 1 del 2 gennaio 1927, per volontà del governo fascista, quando venne istituita la provincia di Viterbo, Capodimonte passò dalla provincia di Roma a quella di Viterbo.
| Periodo | Periodo   | Primo cittadino           | Partito                  | Carica                    | Note  |
| ------- | --------- | ------------------------- | ------------------------ | ------------------------- | ----- |
| 1985    | 1990      | Lorenzo Patrizi           | indipendente di sinistra | Sindaco                   |       |
| 1990    | 1995      | Vittorio Fanelli          | Democrazia Cristiana     | Sindaco                   |       |
| 1995    | 2004      | Maria Cristina Lambertini | Alleanza Nazionale       | Sindaco                   |       |
| 2004    | 2009      | Giuseppe Micarelli        | centrodestra             | Sindaco                   |       |
| 2009    | 2019      | Mario Fanelli             | Partito Democratico      | Sindaco                   |       |
| 2019    | 2021      | Antonio De Rossi          | Lega                     | Sindaco                   | [ 9 ] |
| 2021    | 2021      | Fabio Malebra             |                          | Commissario straordinario |       |
| 2021    | in carica | Mario Fanelli             | Partito Democratico      | Sindaco                   |       |

## Sport
Il lago è frequentato da praticanti di vela, canoa e windsurf; nel periodo primaverile ed estivo vi si tiene la "Tuscia Cup", importante manifestazione velica organizzata dal locale Club nautico Capodimonte.
La società Capodimonte Calcio ha disputato campionati dilettantistici regionali.

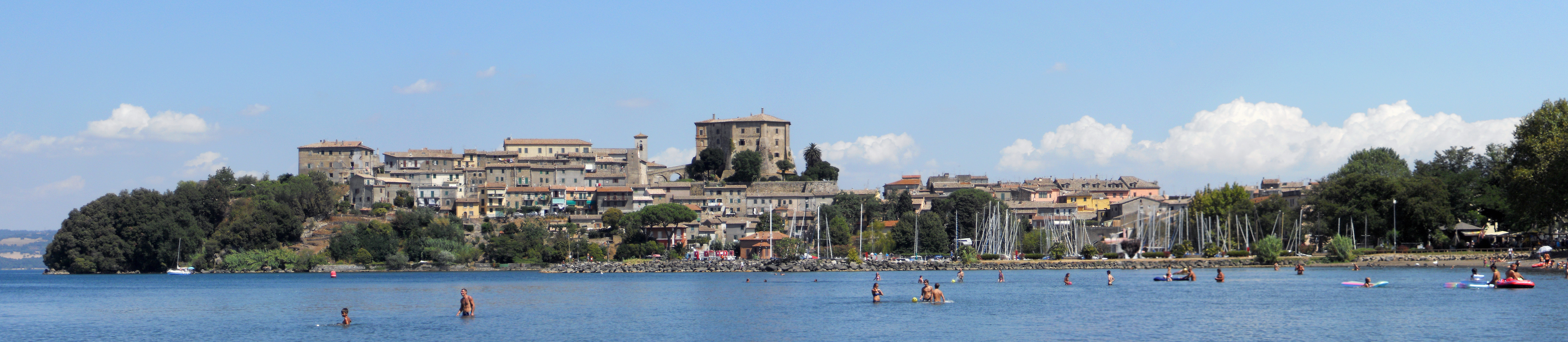
Panorama di Capodimonte che si affaccia sul lago di Bolsena

Tuttora milita in Terza Categoria.